# Javier Mascherano
Javier Alejandro Mascherano (phát âm tiếng Tây Ban Nha: [xaˈβjeɾ mastʃeˈɾano]; sinh ngày 8 tháng 7 năm 1984) là một huấn luyện viên và cựu cầu thủ bóng đá người Argentina. Hiện tại, anh đang là huấn luyện viên trưởng của Câu lạc bộ bóng đá Inter Miami và  đội tuyển U-20 quốc gia Argentina. Khi còn là cầu thủ, anh thi đấu ở vị trí tiền vệ trụ hoặc trung vệ.
Mascherano khởi đầu sự nghiệp ở River Plate. Anh có danh hiệu đầu tiên ở mùa giài 2003-04, vô địch Giải vô địch bóng đá Argentina. Anh cũng giành được huy chương vàng Olympic ở Thế vận hội Athens và về nhì ở Copa America 2004. Anh chuyển sang Brasil để chơi cho Corinthians vào năm 2005, vô địch Giải vô địch bóng đá Brasil ngay trong mùa giải đầu tiên. Mascherano chuyển sang châu Âu, chơi cho đội bóng ở Premier League West Ham United. Tuy nhiên, bản hợp đồng với công ty Media Sports Unvestments đã ảnh hưởng xấu đến thời gian của anh ở câu lạc bộ và vào đầu năm 2007 anh chuyển đến Liverpool theo dạng cho mượn.
Hai biệt danh thường dùng nhất của Mascherano (ở Argentina) là Masche và El Jefecito. Hai cựu cầu thủ Argentina Jorge Valdano và Jorge Solari đánh giá anh có khả năng là tiền vệ thủ hay nhất thế giới.
Ngày 16 tháng 11 năm 2020, Javier Mascherano chính thức giã từ sự nghiệp thi đấu quốc tế sau 21 năm thi đấu chuyên nghiệp.

## Sự nghiệp câu lạc bộ

### River Plate (2003-2005)
Mascherano vào đội trẻ của River Plate ở Buenos Aires, Argentina.Tuy nhiên, trước khi có trận ra mắt ở câu lạc bộ tên tuổi anh đã được biết đến ở Argentina.
Mascherano có danh hiệu đầu tiên khi River vô địch giải bang Clausura 2003-04.Vào năm 2004 ở giải Copa Libertadores River vào được bán kết nhưng thua trên chấm phạt đền trước đối thủ truyền kiếp Boca Juniors.
Trong thời gian này các câu lạc bộ như Real Madrid và Deportivo de La Coruña) cho biết đang để ý đến Mascherano, nhưng River Plate đã từ chối tất cả các lời đề nghị, nói rằng không mức giá nào có thể đủ để trả cho Mascherano.
Mùa giải 2004-05 không phải là một mùa giải thành công của River, về đích thứ ba ở giải Apertura Championship và chỉ đứng thứ mười ở giải Clausura. Ở Copa Libertadores River lại một lần nữa thất bại ở bán kết, lần này là São Paulo.
Sau Confederations Cup ở Đức, đội bóng Brasil Corinthians mua Mascherano từ River Plate với giá 15 triệu $.

### Corinthians (2005-2006)
Giải vô địch Brazil bắt đầu vào tháng tư, do vậy Mascherano gia nhập Corinthians vào giữa mùa. Sau khi chỉ chơi chín trận cho đội bóng mới, vào tháng 9 năm 2005, Mascherano dính chấn thương ở chân trái khiến anh phải bỏ lỡ phần còn lại của mùa giải. Anh trở lại Argentina để chữa trị chấn thương cùng bác sĩ của đội tuyển.Tuy nhiên, Corinthians vẫn vô địch giải vô địch quốc gia với đội trưởng là đồng hương của Mascherano, Carlos Tevez.
Tổng cộng, Mascherano không thể ra sân trong sáu tháng, chỉ trở lại vào ngày 5 tháng 3 năm 2006.Corinthians phải bắt đầu Copa Libertadores mà không có Mascherano, nhưng anh vẫn trở lại ở vòng 16 đội khi tiếp River Plate, trận này Corinthians thua. Mùa giải 2006 trở nên tồi tệ với Corinthians, và đội phải quyết tâm thi đấu để chống xuống hạng.Vào tháng sáu, giải được hoãn để cho World Cup 2006.
Mặc dù màn trình diễn của anh đã thu hút sự chú ý của nhiều đội bóng ở châu Âu, song anh vẫn ở lại Corinthians, giúp đội bóng này trụ hạng, và đã từ chối nhiều lời đề nghị vào tháng một.Tuy nhiên, chỉ vài tiếng trước khi kì chuyển nhượng mùa hè 2006 kết thúc, Mascherano đã gia nhập West Ham United với mức phí không tiết lộ cùng đồng đội Carlos Tevez.

### West Ham United (2006-tháng 1 năm 2007)
Trong mùa hè 2006 Mascherano được chú ý bởi nhiều đội bóng ở châu Âu, anh cho biết có thể sẽ chơi ở Tây Ban Nha cho Real Madrid hoặc FC Barcelona nhưng cuối cùng anh lại ký hợp đồng với West Ham United ở Premier League.Việc anh chuyển tới West Ham là một bất ngờ, bởi nhiều đội bóng lớn đã chú ý đến Mascherano cả mùa hè.Có rất nhiều tin đồn về các vụ chuyển nhượng, trong đó có cả việc công ty Media Sports Investment muốn mua lại cổ phần West Ham. Tin đồn bao gồm cả việc West Ham có thể sở hữu cầu thủ, và nếu mức giá cao (khoảng 112 triệu bảng Anh) được đưa ra thì West Ham có thể bắt buộc phải bán.
Trước khi Mascherano gia nhập, West Ham đã thắng một, hoà một và thua một.Tuy kể từ khi anh đến phong độ của đội bóng gần như rơi tự do, thua 8 trận và hoà một trận ở mọi giải đấu tính cho đến trận thắng tiếp theo của họ là vào ngày 29 tháng 10. Trong suốt thời gian này, Mascherano trở nên lạc lõng trong đội bóng, mặc dù anh đã rất cố gắng, gia tăng những nghi ngờ về sự lãng phí đối với số tiền bỏ ra để cho thời gian anh chơi.Vào tháng mười, huấn luyện viên đội tuyển Argentina, Alfio Basile, cho biết ông hi vọng Mascherano có thể rời West Ham ngay khi có thể và "Tôi hi vọng rằng Mascherano có thể tới Juventus."
Vào ngày 16 tháng 1 năm 2007, Liverpool nhận được thông tin cho biết FIFA đã đồng ý để Mascherano tới Liverpool theo dạng cho mượn từ West Ham.Luật Fifa nói rằng cầu thủ không được phép chơi cho hai câu lạc bộ khác nhau từ ngày 1 tháng 7 năm này cho tới 30 tháng 6 năm sau đó, nhưng Mascherano đã chơi cho cả Corinthians và West Ham trong quãng thời gian này.
FIFA đã thông qua điều này vào ngày 31 tháng 1 năm 2007.Tuy nhiên, mặc dù Liverpool đã công bố chi tiết bản hợp đồng trước hạn chót của kì chuyển nhượng, liên đoàn bóng đá Anh vẫn chưa đưa ra thông báo gì cho dù họ có thể cho phép Mascherano chơi cho Liverpool, nói rằng họ cần thêm thời gian để xem xét.
Vào ngày 2 tháng 3 Premier League đã phạt West Ham thông qua hai điều luật B13 và U18.Vào ngày 17 tháng 4 Premier League đã phạt West Ham số tiền 5,5 triệu bảng.

### Liverpool (2007-2010)

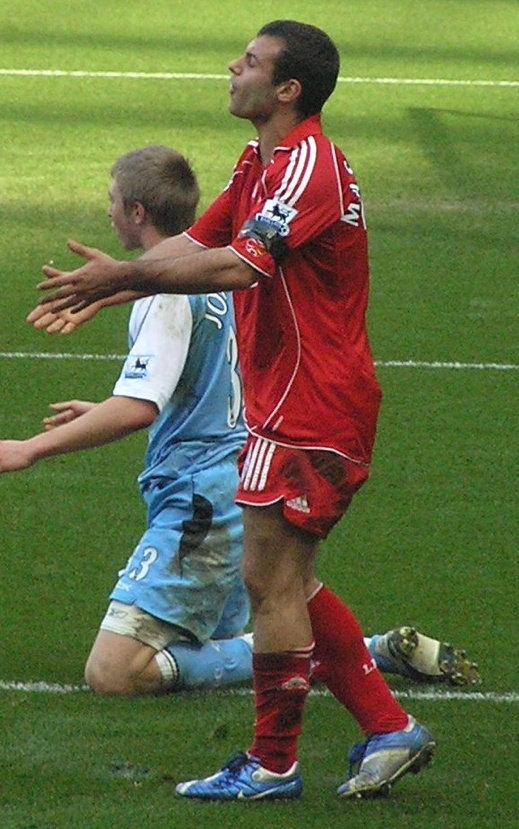
Mascherano trong một trận đấu của Liverpool

Vào ngày 10 tháng hai, Liverpool đã điều tên Mascherano vào danh sách dự Champions League và trao cho anh số áo 20.Sau đó, vào ngày 20 tháng 2 năm 2007, việc Mascherano chuyển tới Liverpool trở thành chính thức sau khi Premier Leauge cho phép Liverpool đăng ký cầu thủ này vào danh sách thi đấu.
Mascherano có trận ra mắt cho Liverpool trong trận tiếp Sheffield United vào ngày 24 tháng 2 năm 2007, và đã được tán dương bởi huấn luyện viên Rafael Benítez và đội trưởng Steven Gerrard sau chiến thắng 4-0 của Liverpool.Sau trận gặp Arsenal vào ngày 31 tháng ba, Benitez gọi Mascherano là "con quỷ đối với mọi cầu thủ". Tiếp đó, các đồng đội của anh cũng bị ấn tượng bởi tài năng của anh; Xabi Alonso nói về sự thuần thục ở tuổi của anh, anh nói:"Anh có đầu óc tốt trên sân đấu.Anh ấy phân tích và suy nghĩ về trận đấu trong từng thời điểm."Trạn a đấu đầu tiên của Mascherano ở Champions League là ở tứ kết lượt đi với PSV Eindhoven ở Hà Lan vào ngày 3 tháng tư.Sau khi đã tạo dựng một vị trí chính thức trong đội bóng, Mascherano được chơi trong trận chung kết cúp C1 gặp AC Milan.Anh và đồng đội Alonso đã ngăn chặn mối liên kết giữa Kaká và Clarence Seedorf trong hầu hết trận đấu nhưng sau đó Liverpool vẫn thua với tỉ số 2-1.Anh được bầu là cầu thủ Liverpool hay nhất trận bởi các cổ động viên trên Website chính thức của đội bóng.
Vào ngày 29 tháng 2 năm 2008 Mascherano ký hợp đồng 4 năm với Liverpool, kết thúc sự hợp tác của anh với công ty Media Sports Investments.Vụ chuyển nhượng được Liverpool thông báo vào khoảng 18,6 triệu bảng Anh.Vụ chuyển nhượng này được giữ kín không chỉ về giá chuyển nhượng mà còn cả tiền lương trong bốn năm.Nó giữ anh ở lại và không được ký hợp đồng với đội bóng khác, theo như luật chuyển nhượng.Anh ghi bàn đầu tiên ở Premier League và cho Liverpool vào ngày 15 tháng 3 năm 2008 bằng một cú sút từ khoảng cách 24m trong trận tiếp Reading.
Anh nhận được rất nhiều cảm tình từ các fan của Liverpool và có bài hát riêng, ở bài này tên của anh được hát theo giai điệu của bài "Seven Nation Army" của ban nhạc White Stripes. Anh chưa được câu lạc bộ này công nhận là huyền thoại vì những sai lầm từ năm 2009 và anh là cầu thủ có lượng bầu cử thấp nhất trong danh sách các cầu thủ Liverpool năm 2009.

### Rắc rối ở Old Trafford
Trong trận đấu đầu tiên ở Old Trafford tiếp Manchester United anh đã bị đuổi khỏi sân sau khi nhận hai thẻ vàng.Đầu tiên anh phải nhận thẻ vàng sau cú vào bóng với Paul Scholes, và sau đó là tình huống cãi lại trọng tài sau chiếc thẻ vàng dành cho Fernando Torres.Phải nhờ tới sự can thiệp của hai đồng đội Steven Gerrard và Alonso rồi cả huấn luyện viên Benitez anh mới chịu ra khỏi sân.Anh cũng được hộ tống xuống đường hầm bởi Peter Crouch.Liên đoàn bóng đá Anh sau đó đã treo giò Mascherano từ một trận thành ba trận cho những hành động thiếu lịch sự.Mascherano cho biết anh đáng bị phạt vì hành vi cư xử thiếu văn hoá, nhưng không thể bị treo giò hai hay ba trận.Tuy nhiên, lời thỉnh cầu này đã bị từ chối, và thậm chí Mascherano còn phải nộp phạt 15,000 bảng.
Mặc dù vẫn còn đó những tai tiếng, nhưng Mascherano đã thi đấu rất tốt trong trận thắng 2-1 của Liverpool trước MU ở Anfield vào ngày 13 tháng 9 năm 2008.Mặc dù anh đã mắc lỗi khi không kèm và để người đồng hương Carlos Tevez ghi bàn cho MU khi trận đấu mới diễn ra chưa đầy 3 phút, Mascherano đã chuộc lại lỗi lầm của mình, và anh đã tạo cơ hội để Ryan Babel nâng tỉ số lên 2-1 cho Liverpool.Mascherano được bầu là cầu thủ xuất sắc nhất trận do cổ động viên Liverpool trên Website chính thức của đội bóng.

### Barcelona (2010–2018)
Ngày 28 tháng 8 năm 2010, Anh đã ký một bản hợp đồng 4 năm với Barcelona với giá trị chuyển nhượng 22 triệu £.
vào ngày 30 tháng 8 năm 2010, Mascherano đã vượt qua cuộc kiểm tra y tế để hoàn tất thương vụ chuyển tới Barcelona,
Anh có lần ra mắt đầu tiên vào ngày 11 tháng 9 năm 2010, trên sân nhà trong trận thua 2-0 của Barcelona trước đội bóng mới lên hạng Hércules CF, đánh dấu trận thua đầu tiên trên sân Camp Nou sau 16 tháng.

## Thi đấu quốc tế
Vào tháng 9 năm 2001, Mascherano đã cùng Argentina về đích ở vị trí thứ tư ở giải FIFA U-17 thế giới.Những ấn tượng anh để lại ở giải đấu này đã giúp anh được gọi vào đội tuyển quốc gia trước khi có trận ra mắt trong màu áo River Plate.Trận ra mắt của anh là trong trận giao hữu với đội tuyển bóng đá quốc gia Uruguay vào ngày 16 tháng 7 năm 2003.
Vào giữa mùa giải Apetura 2003-2004 Mascherano được chọn để chơi ở giải trẻ thế giới vào năm 2003.Argentina một lần nữa lại về đích ở vị trí thứ tư và Mascherano là cầu thủ chủ chốt của đội bóng.Tuy nhiên Mascherano lại bị treo giò trong trận tranh giải ba.
Vào tháng 1 năm 2004, Mascherano cùng đội U-23 Argentina dự giải South American Pre-Olímpico ở Chile.Argentina vô địch giải đấu, vào sau đó được dự Thế vận hội Mùa hè 2004.Vào tháng 8, Mascherano cùng đội tuyển dành huy chương vàng ở Hi Lạp.
Cuối mùa giải 2003-2004 Mascherano được gọi vào đội tuyển để dự Copa America 2004.Argentina thua đội tuyển bóng đá quốc gia Brasil trên chấn luân lưu ở trận chung kết, nhưng Mascherano vẫn được các đồng đội bầu là cầu thủ Argentina xuất sắc nhất giải.
Vào tháng 6 năm 2005, Mascherano cùng đội tuyển dự Confederations Cup ở Đức.Argentina gặp Brazil ở trận chung kết và thua 4-1.
Ở World Cup 2006, Mascherano chơi đầy đủ tất cả các trận đấu cho Argentina, và Argentina đã bị loại bởi đội tuyển Đức ở tứ kết.
Vào tháng 7 năm 2007, Mascherano ghi hai bàn đầu tiên cho Argentina ở Copa America 2007 và được đánh giá là cầu thủ Argentina hay nhất trong một đội hình toàn các ngôi sao.Mascherano phải nhận chiếc thẻ đỏ đầu tiên trong sự nghiệp thi đấu quốc tế sau khi nhận hai thẻ vàng trong trận tiếp đội tuyển bóng đá quốc gia Mĩ vào ngày 8 tháng 6 năm 2008.Anh bị đuổi khỏi sân ở phút 86, và trận đấu kết thúc với tỉ số 0-0.
Vào năm 2008 Mascherano được gọi vào đội tuyển U-23 Argentina dự Olympic Bắc Kinh,Mascherano rất vui vì được gọi lên, anh nói "Thật tuyệt vời đối với mọi vận động viên khi nhận được huy chương vàng. Tôi có thể là người duy nhất ở đất nước tôi từng làm được điều đó và tôi sẽ đi vào lịch sử."Argentina vô địch giải đấu và Mascherano trở thành cầu thủ thứ hai từng giành được 2 huy chương vàng Olympic trong môn bóng đá.
Tại World Cup 2014 tổ chức tại Brasil, anh và các đồng đội đã lọt vào đến trận chung kết và chỉ chịu thua sát nút 0-1 trước đội tuyển Đức, qua đó giành ngôi á quân. Tại 2 kỳ Copa América 2015 và Copa América Centenario 2016, anh và các đồng đội cũng đã lọt vào trận chung kết và đều thua Chile cùng ở loạt sút luân lưu, qua đó cùng giành ngôi á quân.
Sau kì World Cup 2018 không thành công của đội tuyển Argentina (thua Pháp với tỉ số 3-4 ở vòng 16 đội), Javier Mascherano tuyên bố giã từ đội tuyển quốc gia sau 15 năm gắn bó, tổng cộng anh đã có 147 lần ra sân và ghi được 3 bàn thắng.

## Đội tuyển quốc gia
Tính đến 26 tháng 6 năm 2018
| Đội tuyển quốc gia Argentina | Đội tuyển quốc gia Argentina | Đội tuyển quốc gia Argentina |
| Năm                          | Số lần ra sân                | Số bàn thắng                 |
| ---------------------------- | ---------------------------- | ---------------------------- |
| 2003                         | 1                            | 0                            |
| 2004                         | 10                           | 0                            |
| 2005                         | 3                            | 0                            |
| 2006                         | 8                            | 0                            |
| 2007                         | 14                           | 2                            |
| 2008                         | 9                            | 0                            |
| 2009                         | 10                           | 0                            |
| 2010                         | 10                           | 0                            |
| 2011                         | 13                           | 0                            |
| 2012                         | 8                            | 0                            |
| 2013                         | 9                            | 0                            |
| 2014                         | 15                           | 1                            |
| 2015                         | 12                           | 0                            |
| 2016                         | 13                           | 0                            |
| 2017                         | 7                            | 0                            |
| 2018                         | 5                            | 0                            |
| Tổng cộng                    | 147                          | 3                            |

### Bàn thắng quốc tế
| #  | Ngày               | Địa điểm                                                              | Đối thủ            | Bàn thắng | Kết quả | Giải đấu          |
| -- | ------------------ | --------------------------------------------------------------------- | ------------------ | --------- | ------- | ----------------- |
| 1. | 5 tháng 7 năm 2007 | Sân vận động Metropolitano de Fútbol de Lara, Barquisimeto, Venezuela | Paraguay           | 1 – 0     | 1–0     | Copa América 2007 |
| 2. | 8 tháng 7 năm 2007 | Sân vận động Metropolitano de Fútbol de Lara, Barquisimeto, Venezuela | Perú               | 4 – 0     | 4–0     | Copa América 2007 |
| 3. | 4 tháng 6 năm 2014 | Sân vận động Monumental Antonio V. Liberti, Buenos Aires, Argentina   | Trinidad và Tobago | 2 – 0     | 3–0     | Giao hữu          |

## Thống kê sự nghiệp
| Câu lạc bộ          | Mùa giải            | Giải đấu | Giải đấu | Cúp quốc gia | Cúp quốc gia | Cúp Liên đoàn | Cúp Liên đoàn | Châu lục | Châu lục | Khác | Khác | Tổng cộng | Tổng cộng |
| Câu lạc bộ          | Mùa giải            | Trận     | Bàn      | Trận         | Bàn          | Trận          | Bàn           | Trận     | Bàn      | Trận | Bàn  | Trận      | Bàn       |
| ------------------- | ------------------- | -------- | -------- | ------------ | ------------ | ------------- | ------------- | -------- | -------- | ---- | ---- | --------- | --------- |
| West Ham United     | 2006–07             | 5        | 0        | 0            | 0            | 0             | 0             | 2        | 0        | —    | —    | 7         | 0         |
| West Ham United     | Tổng cộng           | 5        | 0        | 0            | 0            | 0             | 0             | 2        | 0        | —    | —    | 7         | 0         |
| Liverpool           | 2006–07             | 7        | 0        | 0            | 0            | 0             | 0             | 4        | 0        | —    | —    | 11        | 0         |
| Liverpool           | 2007–08             | 25       | 1        | 2            | 0            | 1             | 0             | 13       | 0        | —    | —    | 41        | 1         |
| Liverpool           | 2008–09             | 27       | 0        | 3            | 0            | 0             | 0             | 8        | 0        | —    | —    | 38        | 0         |
| Liverpool           | 2009–10             | 34       | 0        | 0            | 0            | 1             | 0             | 13       | 1        | —    | —    | 48        | 1         |
| Liverpool           | 2010–11             | 1        | 0        | —            | —            | —             | —             | —        | —        | —    | —    | 1         | 0         |
| Liverpool           | Tổng cộng           | 94       | 1        | 5            | 0            | 2             | 0             | 38       | 1        | —    | —    | 139       | 2         |
| Barcelona           | 2010–11             | 27       | 0        | 7            | 0            | —             | —             | 11       | 0        | —    | —    | 45        | 0         |
| Barcelona           | 2011–12             | 31       | 0        | 6            | 0            | —             | —             | 11       | 0        | —    | —    | 52        | 0         |
| Barcelona           | 2012–13             | 25       | 0        | 6            | 0            | —             | —             | 8        | 0        | 2    | 0    | 41        | 0         |
| Barcelona           | 2013–14             | 28       | 0        | 7            | 0            | —             | —             | 9<       | 0        | 2    | 0    | 46        | 0         |
| Barcelona           | 2014–15             | 28       | 0        | 7            | 0            | —             | —             | 12       | 0        | —    | —    | 47        | 0         |
| Barcelona           | 2015–16             | 32       | 0        | 6            | 0            | —             | —             | 8        | 0        | 5    | 0    | 51        | 0         |
| Barcelona           | 2016–17             | 25       | 1        | 5            | 0            | —             | —             | 8        | 0        | 2    | 0    | 40        | 1         |
| Barcelona           | 2017–18             | 7        | 0        | 2            | 0            | —             | —             | 2        | 0        | 1    | 0    | 12        | 0         |
| Barcelona           | Tổng cộng           | 203      | 1        | 46           | 0            | —             | —             | 68       | 0        | 17   | 0    | 334       | 1         |
| Hà Bắc Trung Cơ     | 2018                | 26       | 0        | 1            | 1            | —             | —             | —        | —        | —    | —    | 27        | 1         |
| Hà Bắc Trung Cơ     | 2019                | 27       | 0        | 0            | 0            | —             | —             | —        | —        | —    | —    | 27        | 0         |
| Hà Bắc Trung Cơ     | Tổng cộng           | 53       | 0        | 1            | 1            | —             | —             | —        | —        | —    | —    | 54        | 1         |
| Estudiantes         | 2019–20             | 7        | 0        | 1            | 0            | —             | —             | —        | —        | —    | —    | 8         | 0         |
| Estudiantes         | 2020–21             | 3        | 0        | —            | —            | —             | —             | —        | —        | —    | —    | 3         | 0         |
| Estudiantes         | Tổng cộng           | 10       | 0        | 1            | 0            | —             | —             | —        | —        | —    | —    | 11        | 0         |
| Tổng cộng sự nghiệp | Tổng cộng sự nghiệp | 428      | 2        | 55           | 2            | 2             | 0             | 138      | 2        | 26   | 0    | 649       | 6         |

## Danh hiệu

### Câu lạc bộ

#### River Plate
- Primera División: 2003–04

#### Corinthians
- Campeonato Brasileiro Série A: 2005

#### Barcelona
- La Liga: 2010–11, 2012–13, 2014–15 , 2015–16
- Copa del Rey: 2011–12, 2014–15, 2015–16, 2016–17
- Supercopa de España: 2011, 2013, 2016
- UEFA Champions League: 2010–11, 2014–15
- UEFA Super Cup: 2011, 2015
- FIFA Club World Cup: 2011, 2015

### Đội tuyển quốc gia
- Á quân FIFA World Cup: 2014
- Á quân Copa América: 2004, 2007, 2015, 2016
- Huy chương vàng Thế vận hội Mùa hè: 2004, 2008